# Bothriochloa insculpta
Bothriochloa insculpta är en gräsart som först beskrevs av Achille Richard, och fick sitt nu gällande namn av Aimée Antoinette Camus. Bothriochloa insculpta ingår i släktet Bothriochloa och familjen gräs. Inga underarter finns listade i Catalogue of Life.